# Башарівська сільська рада
Баша́рівська сільська́ ра́да — орган місцевого самоврядування в Радивилівському районі Рівненської області. Адміністративний центр — село Башарівка.

## Загальні відомості
- Башарівська сільська рада утворена в 1940 році.
- Територія ради: 35,96 км²
- Населення ради: 1 275 осіб (станом на 2001 рік)

## Розташування
Башарівська сільська рада межує з Михайлівською, Підзамчівською, Немирівською, Бугаївською та Крупецькою сільськими радами Радивилівського району.

## Населені пункти
Сільській раді підпорядковані населені пункти:
- с. Башарівка
- с. Перенятин
- с. Приски
- с. Старики

## Склад ради
Рада складається з 16 депутатів та голови.
- Голова ради: Крук Ігор Павлович
- Секретар ради: Гринюк Любов Степанівна

### Керівний склад попередніх скликань
| Прізвище, ім'я, по батькові   | Основні відомості                                                               | Дата обрання | Дата звільнення |
| ----------------------------- | ------------------------------------------------------------------------------- | ------------ | --------------- |
| Воронко Олександр Тимофійович | Сільський голова, 1957 року народження, член Народної партії                    | 26.03.2006   | 31.10.2010      |
| Крук Ігор Павлович            | Сільський голова, 1965 року народження, освіта середня спеціальна, безпартійний | 31.10.2010   |                 |

Примітка: таблиця складена за даними сайту Верховної Ради України